# Épeigné-sur-Dême
Épeigné-sur-Dême és un municipi francès, situat al departament de l'Indre i Loira i a la regió de Centre – Vall del Loira. L'any 2007 tenia 159 habitants.

## Demografia

### Població
El 2007 la població de fet d'Épeigné-sur-Dême era de 159 persones. Hi havia 76 famílies, de les quals 32 eren unipersonals (12 homes vivint sols i 20 dones vivint soles), 16 parelles sense fills i 28 parelles amb fills.
La població ha evolucionat segons el següent gràfic:
Habitants censats

### Habitatges
El 2007 hi havia 101 habitatges, 75 eren l'habitatge principal de la família, 22 eren segones residències i 4 estaven desocupats. 100 eren cases i 1 era un apartament. Dels 75 habitatges principals, 57 estaven ocupats pels seus propietaris, 13 estaven llogats i ocupats pels llogaters i 5 estaven cedits a títol gratuït; 1 tenia una cambra, 5 en tenien dues, 21 en tenien tres, 19 en tenien quatre i 29 en tenien cinc o més. 54 habitatges disposaven pel capbaix d'una plaça de pàrquing. A 31 habitatges hi havia un automòbil i a 34 n'hi havia dos o més.

### Piràmide de població
La piràmide de població per edats i sexe el 2009 era:
| Homes | Edats   | Dones |
| ----- | ------- | ----- |
| 0     | 95 o +  | 0     |
| 0     | 90 a 94 | 0     |
| 0     | 85 a 89 | 0     |
| 8     | 80 a 84 | 0     |
| 0     | 75 a 79 | 4     |
| 0     | 70 a 74 | 0     |
| 8     | 65 a 69 | 8     |
| 0     | 60 a 64 | 4     |
| 8     | 55 a 59 | 4     |
| 4     | 50 a 54 | 0     |
| 12    | 45 a 49 | 12    |
| 0     | 40 a 44 | 4     |
| 8     | 35 a 39 | 4     |
| 4     | 30 a 34 | 4     |
| 4     | 25 a 29 | 4     |
| 4     | 20 a 24 | 8     |
| 4     | 15 a 19 | 4     |
| 0     | 10 a 14 | 4     |
| 4     | 5 a 9   | 8     |
| 0     | 0 a 4   | 0     |

## Economia
El 2007 la població en edat de treballar era de 105 persones, 77 eren actives i 28 eren inactives. De les 77 persones actives 65 estaven ocupades (40 homes i 25 dones) i 12 estaven aturades (6 homes i 6 dones). De les 28 persones inactives 14 estaven jubilades, 6 estaven estudiant i 8 estaven classificades com a «altres inactius».

### Ingressos
El 2009 a Épeigné-sur-Dême hi havia 73 unitats fiscals que integraven 157 persones, la mediana anual d'ingressos fiscals per persona era de 18.123 €.

### Activitats econòmiques
Dels 4 establiments que hi havia el 2007, 2 eren d'empreses de construcció, 1 d'una empresa d'hostatgeria i restauració i 1 d'una empresa de serveis.
Dels 3 establiments de servei als particulars que hi havia el 2009, 1 era un paleta, 1 fusteria i 1 restaurant.
L'any 2000 a Épeigné-sur-Dême hi havia 16 explotacions agrícoles que ocupaven un total de 1.116 hectàrees.

## Poblacions més properes
El següent diagrama mostra les poblacions més properes.